# Ośrodek Kultury i Sztuki we Wrocławiu

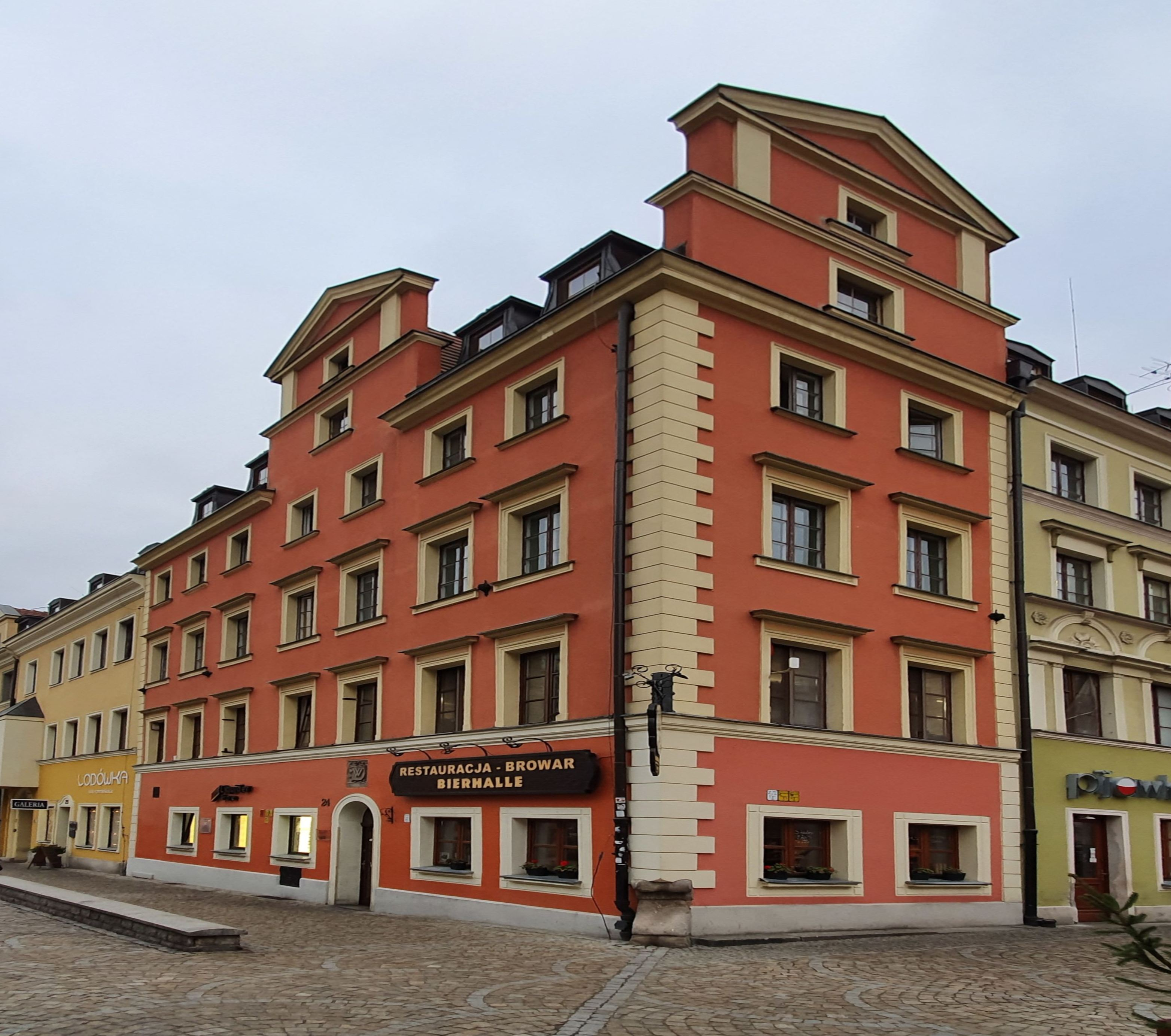
Kamienica Pod Zimnym Kamieniem we Wrocławiu, siedziba ośrodka (2020)

Ośrodek Kultury i Sztuki we Wrocławiu (OKiS) – instytucja kultury samorządu województwa dolnośląskiego.
Został założony w połowie lat 70. XX wieku jako instytucja kultury Urzędu Wojewódzkiego we Wrocławiu. Prowadzi działalność kulturalną promującą sztukę i kulturę dolnośląską, oraz produkuje i wspomaga ważne przedsięwzięcia kulturalne na Dolnym Śląsku.
Do połowy lat 90. organizował zapoczątkowany przez OKiS Przegląd Piosenki Aktorskiej oraz Festiwal Oratoryjno-Kantatowy „Wratislavia Cantans”. Zajmuje się także wydawaniem miesięcznika „Odra”, organizacją cyklicznych spotkań literackich, prowadzeniem działalności edukacyjnej w ramach Wrocławskiego Studium Literackiego i Collegium Musicum. Prowadzi Dolnośląskim Centrum Informacji Kulturalnej OKiS i Galerię Fotografii „Domek Romański” we Wrocławiu. W latach 1977–1996 OKiS prowadził we Wrocławiu Galerię Foto-Medium-Art.
Realizuje programy: „Promocja Dolnośląskiej Sztuki” i Promocja Młodych Artystów zDolnego Śląska. Ośrodek organizuje również ważniejsze festiwale w dolnośląskim regionie: Festiwal Wrocławskie Spotkania Teatralne Jednego Aktora (WROSTJA) we Wrocławiu, Międzynarodowy Plener i Sympozjum Szkła Artystycznego „Ekoglass Festival” w Szklarskiej Porębie, Festiwal „Maj z Muzyką Dawną”, Kłodzkie Impresje Gitarowe „Gitariada”, Turniej Jednego Wiersza im. Rafała Wojaczka, Przegląd Filmów Górskich im. Andrzeja Zawady w Lądku-Zdroju, Międzynarodowy Festiwal Muzyki Uzdrowiskowej w Polanicy-Zdroju, Wakacyjne Tanie Wrocławskie Czytanie, Dolnośląską Akademię Plastyczną.
Dyrektor OKiS – Igor Wójcik, zastępca dyrektora – Andrzej Walus.